# 김민수 (1984년)
김민수(한국 한자: 金旼洙, 1984년 12월 14일 ~ )는 전 축구 선수이다.

## 선수 생활
강동고등학교와 한남대학교를 졸업하여, 2007년 내셔널리그의 인천 코레일에 입단하였다가 같은 해 11월 열린 프로축구 드래프트에서 대전 시티즌에 입단하였다. 2009년에 인천 유나이티드로 이적하였다. 2010 시즌 종료 후 입대하여 2012년 9월 전역하여 원 소속팀으로 복귀하였고, 2013 시즌을 앞두고 경남 FC로 이적하였으며, 2014 시즌에는 광주 FC로 이적하였다.
2015년에는 내셔널리그의 경주 한수원으로 이적하였다.